# Plectocryptus digitatus
Plectocryptus digitatus är en stekelart som först beskrevs av Gmelin 1790.  Plectocryptus digitatus ingår i släktet Plectocryptus och familjen brokparasitsteklar. Arten är reproducerande i Sverige. Inga underarter finns listade i Catalogue of Life.